# 십계 (1984)
〈십계 (1984)〉(일본어: 十戒 (1984) 짓카이 이치큐하치욘[*])는 1984년 7월 25일에 발표한 일본의 가수 나카모리 아키나(中森明菜)의 아홉 번째 싱글이다. (EP: L-1665) 작사는 우리노 마사오(売野雅勇)가, 작곡은 다카나카 마사요시(高中正義)가, 편곡은 다카나카 마사요시와 하기타 미츠오(萩田光雄)가 공동으로 담당하였고 워너 파이오니어의 레이블로 출시되었다. B면은 〈이제부터 Naturally〉(これからNaturally 코레카라 나츄라리[*])이며 작사는 아소 코타로(필명 SEYMOUR)가, 작곡은 미무로 노보루(三室のぼる)가 , 편곡은 와카쿠사 게이(若草惠)가 도맡았다. 이 싱글의 작사가인 우리노 마사오는 비록 나카모리와 직접적인 의견 교환을 한적은 없지만, 자신이 쓴 가사의 주인공을 훌륭하게 연기, 가사에 쓰여진 각본 이상의 영상으로 승화시키는 훌륭한 가수이자 배우라고 칭찬하였다. 발매 이틀 전인 1984년 7월 23일, 후지 테레비의 심야 음악방송 프로그램 《밤의 히트 스튜디오》에서 곡을 미리 선보였는데 당시 후지 테레비와 소속사인 켄온과의 알력으로 지난해 11월 〈금구〉를 마지막으로 선보인 이래 8개월만의 출연이었다. 이후 1984년 연말의 NHK 홍백가합전에서도 이 곡으로 출장하였다. 안무와 의상은 나카모리가 직접 고안했다. 컨셉트상, 노래를 부를 때 일부러 강한 목소리로 불렀는데 뒷날 나카모리는 지금 들으니 그때 목소리가 너무 이상하다고 술회하였다.
1984년 8월 6일, 오리콘 주간 싱글 차트 1위를 처음 달성한 이래, 8월 27일자 차트에서도 1위를 기록하였다. 이어 1984년 8월 오리콘 월간 싱글 차트에서 1위, 1984년 오리콘 연간 싱글 차트 6위를 달성하며 61만장 이상의 판매고를 기록하였다. 또한 도쿄방송의 음악 프로그램 《더 베스트텐》에서 1984년 8월 16일에서 9월 13일까지 5주 연속 1위를 기록, 1984년 연간 베스트텐 8위에 올랐다.
음악평론가 츠츠미 쇼지는 이 곡이 작사가 우리노 마사오의 츳바리(ツッパリ), 즉 불량청소년 노선이 집대성된 작품이라고 설명하였다.

## 수록곡
| #            | 제목                                          | 작사          | 작곡              | 편곡                             | 재생 시간 |
| ------------ | --------------------------------------------- | ------------- | ----------------- | -------------------------------- | --------- |
| 1.           | 〈〈십계 (1984)〉(十戒 (1984))〉              | 우리노 마사오 | 다카나카 마사요시 | 다카나카 마사요시, 하기타 미츠오 | 3:36      |
| 2.           | 〈〈이제부터 Naturally〉(これからNaturally)〉 | SEYMOUR       | 미무로 노보루     | 와카쿠사 게이                    | 4:27      |
| 총 재생 시간 | 총 재생 시간                                  | 총 재생 시간  | 총 재생 시간      | 총 재생 시간                     | 8:03      |

## 수상
- 제10회 니혼 테레비 음악제 - 그랑프리
- 제11회 요코하마 음악제 - 요코하마 음악제상
- 제11회 당신이 선정한 전일본음악가요제 - 골든그랑프리
- 제15회 일본가요대상 - 최우수방송음악상
- 제17회 일본유선대상 - 유선음악상, 최다 리퀘스트 가수상
- 제13회 FNS 가요제 - 우수가요음악상

## 발매 일정
| 버전                     | 일정             | 레이블         | 포맷               |
| ------------------------ | ---------------- | -------------- | ------------------ |
| 〈십계 (1984)〉          | 1984년 7월 25일  | 워너 뮤직 재팬 | EP (L-1665)        |
| 〈십계 (1984)〉 (재발매) | 1988년 7월 25일  | 워너 뮤직 재팬 | 8cmCD (10SL-138)   |
| 〈십계 (1984)〉 (재발매) | 1988년 12월 21일 | 워너 뮤직 재팬 | CT (10L5-4048)     |
| 〈십계 (1984)〉 (재발매) | 1998년 11월 26일 | 워너 뮤직 재팬 | 12cmCD (WPC6-8666) |
| 〈십계 (1984)〉 (재발매) | 2008년 11월 12일 | 워너 뮤직 재팬 | 디지털 다운로드    |